# Hamouriyah
Hamouriyah (tiếng Ả Rập: حمورية), cũng đánh vần Hamoryah, Hamouria, Hammurah hoặc Hammuriya, là một thành phố ở Syria. Đây là một phần của Arbin nahiyah, thuộc quận Markaz của Tỉnh bang Dimashq. Thị trấn nằm khoảng 12 kilômét (7,5 mi)   về phía đông trung tâm thành phố Damascus, trong một khu vực được gọi là Đông Ghouta. Nó nằm 3 kilômét (1,9 mi)   phía đông Zamalka.